# NHL Entry Draft 1984
L'NHL Entry Draft 1984 è stato il 22º draft della National Hockey League. Si è tenuto il 9 giugno 1984 presso il Forum de Montréal di Montréal.
Il Draft 1984 fu il primo ad essere trasmesso in televisione sulla CBC, e fu uno dei più ricchi per il numero di giocatori scelti, specialmente negli ultimi giri. Oltre a Mario Lemieux furono scelti Patrick Roy al terzo giro, Brett Hull al sesto e Luc Robitaille al nono. Inoltre Lemieux, Gary Suter e Robitaille avrebbero vinto il Calder Trophy consecutivamente dal 1985 al 1987. A sorpresa i Montreal Canadiens optarono come quinta scelta sul cecoslovacco Petr Svoboda; provenendo da oltre la cortina di ferro pochi si attendevano la sua scelta, ma addirittura egli presenziò all'evento e salì sul palco al momento del suo annuncio. Infatti pochi mesi prima Svoboda scappò in Occidente dopo il mondiale U20 disputato nella Germania Ovest e poche persone, fra cui il GM dei Canadiens Serge Savard, erano state informate della sua defezione. Vi furono controversie sulla scelta dei Pittsburgh Penguins, accusati pur senza prove di aver perso apposta numerose partite nell'ultima stagione in modo da ottenere la prima scelta assoluta di Lemieux.
I Pittsburgh Penguins selezionarono il centro Mario Lemieux dai Laval Voisins, i New Jersey Devils invece come seconda scelta puntarono sul centro Kirk Muller, proveniente dai Guelph Platers, mentre i Chicago Blackhawks scelsero in terza posizione l'ala sinistra Ed Olczyk dell'US National Development Team. Fra i 250 giocatori selezionati 142 erano attaccanti, 88 erano difensori mentre 20 erano portieri. Dei giocatori scelti 102 giocarono in NHL, 20 vinsero la Stanley Cup mentre 4 entrarono a far parte della Hockey Hall of Fame.

## Turni
|  | = NHL All-Star |  |  | = NHL All-Star e NHL All-Star Team |  |  | = Membro della Hall of Fame |

Legenda delle posizioni

A = Attaccante   AD = Ala destra   AS = Ala sinistra   C = Centro   D = Difensore   P = Portiere

### Primo giro
| #  | Giocatore             | Nazionalità    | Squadra NHL                           | Squadra di provenienza           |
| -- | --------------------- | -------------- | ------------------------------------- | -------------------------------- |
| 1  | Mario Lemieux (C)     | Canada         | Pittsburgh Penguins                   | Laval Voisins (QMJHL)            |
| 2  | Kirk Muller (C)       | Canada         | New Jersey Devils                     | Guelph Platers (OHL)             |
| 3  | Ed Olczyk (AS)        | Canada         | Chicago Blackhawks (da Los Angeles)   | USA Hockey NTDP (NAHL)           |
| 4  | Al Iafrate (D)        | Stati Uniti    | Toronto Maple Leafs                   | Belleville Bulls (OHL)           |
| 5  | Petr Svoboda (D)      | Cecoslovacchia | Montreal Canadiens (da Hartford)      | Litvínov (Extraliga)             |
| 6  | Craig Redmond (D)     | Canada         | Los Angeles Kings (da Chicago)        | Denver Pioneers (WCHA)           |
| 7  | Shawn Burr (C)        | Canada         | Detroit Red Wings                     | Kitchener Rangers (OHL)          |
| 8  | Shayne Corson (C)     | Canada         | Montreal Canadiens (da St. Louis)     | Brantford Alexanders (OHL)       |
| 9  | Doug Bodger (D)       | Canada         | Pittsburgh Penguins (da Winnipeg)     | Kamloops Blazers (WHL)           |
| 10 | J. J. Daigneault (D)  | Canada         | Vancouver Canucks                     | Longueuil Chevaliers (QMJHL)     |
| 11 | Sylvain Côté (D)      | Canada         | Hartford Whalers (da Montreal)        | Québec Remparts (QMJHL)          |
| 12 | Gary Roberts (AS)     | Canada         | Calgary Flames                        | Ottawa 67's (OHL)                |
| 13 | David Quinn (D)       | Stati Uniti    | Minnesota North Stars                 | Kent School (USHS-Massachusetts) |
| 14 | Terry Carkner (D)     | Canada         | New York Rangers                      | Peterborough Petes (OHL)         |
| 15 | Trevor Stienburg (AD) | Canada         | Quebec Nordiques                      | Guelph Platers (OHL)             |
| 16 | Roger Belanger (C)    | Canada         | Pittsburgh Penguins (da Philadelphia) | Kingston Canadians (OHL)         |
| 17 | Kevin Hatcher (D)     | Stati Uniti    | Washington Capitals                   | North Bay Centennials (OHL)      |
| 18 | Mikael Andersson (AS) | Svezia         | Buffalo Sabres                        | Västra Frölunda IF (Elitserien)  |
| 19 | Dave Pasin (AD)       | Canada         | Boston Bruins                         | Prince Albert Raiders (WHL)      |
| 20 | Duncan MacPherson (D) | Canada         | New York Islanders                    | Saskatoon Blades (WHL)           |
| 21 | Selmar Odelein (D)    | Canada         | Edmonton Oilers                       | Regina Pats (WHL)                |

### Secondo giro
| #  | Giocatore            | Nazionalità | Squadra NHL                                | Squadra di provenienza                    |
| -- | -------------------- | ----------- | ------------------------------------------ | ----------------------------------------- |
| 22 | Greg Smyth (D)       | Canada      | Philadelphia Flyers (da Pittsburgh)        | London Knights (OHL)                      |
| 23 | Craig Billington (P) | Canada      | New Jersey Devils                          | Belleville Bulls (OHL)                    |
| 24 | Brian Wilks (C)      | Canada      | Los Angeles Kings                          | Kitchener Rangers (OHL)                   |
| 25 | Todd Gill (D)        | Canada      | Toronto Maple Leafs                        | Windsor Spitfires (OHL)                   |
| 26 | Brian Benning (D)    | Canada      | St. Louis Blues (da Hartford via Montreal) | Portland Winterhawks (WHL)                |
| 27 | Scott Mellanby (D)   | Canada      | Philadelphia Flyers (da Chicago)           | Henry Carr Crusaders (MetJHL)             |
| 28 | Doug Houda (D)       | Canada      | Detroit Red Wings                          | Calgary Wranglers (WHL)                   |
| 29 | Stéphane Richer (C)  | Canada      | Montreal Canadiens (da St. Louis)          | Granby Bisons (QMJHL)                     |
| 30 | Peter Douris (C)     | Canada      | Winnipeg Jets                              | N. Hampshire Wildcats (ECAC)              |
| 31 | Jeff Rohlicek (AS)   | Stati Uniti | Vancouver Canucks                          | Portland Winterhawks (WHL)                |
| 32 | Tony Hrkac (C)       | Canada      | St. Louis Blues (da Montreal)              | Orillia Travelways (OPJHL)                |
| 33 | Ken Sabourin (D)     | Canada      | Calgary Flames                             | S.S. Marie Greyhounds (OHL)               |
| 34 | Steve Leach (AD)     | Stati Uniti | Washington Capitals (da Minnesota)         | Matignon High School (USHS-Massachusetts) |
| 35 | Raimo Helminen (C)   | Finlandia   | New York Rangers                           | Ilves (SM-liiga)                          |
| 36 | Jeff Brown (D)       | Canada      | Quebec Nordiques                           | Sudbury Wolves (OHL)                      |
| 37 | Jeff Chychrun (D)    | Canada      | Philadelphia Flyers                        | Kingston Canadians (OHL)                  |
| 38 | Paul Ranheim (AS)    | Stati Uniti | Calgary Flames (da Washington)             | Edina High School (USHS-Minnesota)        |
| 39 | Doug Trapp (AS)      | Canada      | Buffalo Sabres                             | Regina Pats (WHL)                         |
| 40 | Ray Podloski (C)     | Canada      | Boston Bruins                              | Portland Winterhawks (WHL)                |
| 41 | Bruce Melanson (AD)  | Canada      | New York Islanders                         | Oshawa Generals (OHL)                     |
| 42 | Daryl Reaugh (P)     | Stati Uniti | Edmonton Oilers                            | Kamloops Blazers (WHL)                    |

### Terzo giro
| #  | Giocatore           | Nazionalità    | Squadra NHL                                        | Squadra di provenienza                        |
| -- | ------------------- | -------------- | -------------------------------------------------- | --------------------------------------------- |
| 43 | David McLay (AS)    | Canada         | Philadelphia Flyers (da Pittsburgh)                | Kelowna Wings (WHL)                           |
| 44 | Neil Davey (D)      | Canada         | New Jersey Devils                                  | Michigan St. Spartans (CCHA)                  |
| 45 | Trent Yawney (D)    | Canada         | Chicago Blackhawks (da Los Angeles)                | Saskatoon Blades (WHL)                        |
| 46 | Ken Hodge, Jr. (C)  | Stati Uniti    | Minnesota North Stars (da Toronto via Montreal)    | St. John's Prep (USHS-Massachusetts)          |
| 47 | John Stevens (D)    | Canada         | Philadelphia Flyers (da Hartford)                  | Oshawa Generals (OHL)                         |
| 48 | John English (D)    | Canada         | Los Angeles Kings (da Chicago)                     | S.S. Marie Greyhounds (OHL)                   |
| 49 | Milan Chalupa (D)   | Cecoslovacchia | Detroit Red Wings                                  | Dukla Jihlava (Extraliga)                     |
| 50 | Toby Ducolon (AD)   | Stati Uniti    | St. Louis Blues                                    | Bellows Free Academy (USHS-Vermont)           |
| 51 | Patrick Roy (P)     | Canada         | Montreal Canadiens (da Winnipeg)                   | Granby Bisons (QMJHL)                         |
| 52 | David Saunders (AS) | Canada         | Vancouver Canucks                                  | St. Lawrence Saints (ECAC)                    |
| 53 | Robert Dirk (D)     | Canada         | St. Louis Blues (da Montreal)                      | Regina Pats (WHL)                             |
| 54 | Graeme Bonar (AD)   | Canada         | Montreal Canadiens (da Calgary)                    | S.S. Marie Greyhounds (OHL)                   |
| 55 | Landis Chaulk (AS)  | Canada         | Vancouver Canucks (da Minnesota)                   | Calgary Wranglers (WHL)                       |
| 56 | Alan Perry (P)      | Stati Uniti    | St. Louis Blues (da NY Rangers)                    | Mount St. Charles Academy (USHS-Rhode Island) |
| 57 | Steven Finn (D)     | Canada         | Quebec Nordiques                                   | Laval Voisins (QMJHL)                         |
| 58 | Mike Stevens (C)    | Canada         | Vancouver Canucks (da Philadelphia via Pittsburgh) | Kitchener Rangers (OHL)                       |
| 59 | Michal Pivoňka (C)  | Cecoslovacchia | Washington Capitals                                | Rytíři Kladno (Extraliga)                     |
| 60 | Ray Sheppard (AD)   | Canada         | Buffalo Sabres                                     | Cornwall Royals (OHL)                         |
| 61 | Jeff Cornelius (D)  | Canada         | Boston Bruins                                      | Toronto Marlboros (OHL)                       |
| 62 | Jeff Norton (D)     | Stati Uniti    | New York Islanders                                 | Cushing Academy (USHS-Massachusetts)          |
| 63 | Todd Norman (C)     | Stati Uniti    | Edmonton Oilers                                    | Hill-Murray High School (USHS-Minnesota)      |

### Quarto giro
| #  | Giocatore           | Nazionalità    | Squadra NHL                                     | Squadra di provenienza                      |
| -- | ------------------- | -------------- | ----------------------------------------------- | ------------------------------------------- |
| 64 | Mark Teevens (AD)   | Canada         | Pittsburgh Penguins                             | Peterborough Petes (OHL)                    |
| 65 | Lee Brodeur (AD)    | Stati Uniti    | Montreal Canadiens (da New Jersey)              | Grafton High School (USHS-North Dakota)     |
| 66 | Tommy Eriksson (AS) | Svezia         | Chicago Blackhawks (da Los Angeles)             | MODO (Elitserien)                           |
| 67 | Jeff Reese (P)      | Canada         | Toronto Maple Leafs                             | London Knights (OHL)                        |
| 68 | Chris Mills (D)     | Canada         | Winnipeg Jets (da Hartford)                     | Bramalea Blues (MetJHL)                     |
| 69 | Tom Glavine (C)     | Stati Uniti    | Chicago Blackhawks                              | Billerica High School (USHS-Massachusetts)  |
| 70 | Doug Wieck (AS)     | Stati Uniti    | New York Islanders (da Detroit via Los Angeles) | Mayo High School (USHS-Minnesota)           |
| 71 | Graham Herring (D)  | Canada         | St. Louis Blues                                 | Longueuil Chevaliers (QMJHL)                |
| 72 | Sean Clement (D)    | Canada         | Winnipeg Jets                                   | Brockville Braves (CJHL)                    |
| 73 | Brian Bertuzzi (D)  | Canada         | Vancouver Canucks                               | Kamloops Blazers (WHL)                      |
| 74 | Paul Ysebaert (C)   | Canada         | New Jersey Devils (da Montreal)                 | Petrolia Jets (WOJBHL)                      |
| 75 | Petr Rosol (AD)     | Cecoslovacchia | Calgary Flames                                  | Dukla Jihlava (Extraliga)                   |
| 76 | Miroslav Maly (D)   | Cecoslovacchia | Minnesota North Stars                           | SV Bayreuth (Bundesliga)                    |
| 77 | Paul Broten (C)     | Stati Uniti    | New York Rangers                                | Roseau High School (USHS-Minnesota)         |
| 78 | Terry Perkins (AD)  | Canada         | Quebec Nordiques                                | Portland Winterhawks (WHL)                  |
| 79 | Dave Hanson (C)     | Stati Uniti    | Philadelphia Flyers                             | Grand Forks High School (USHS-North Dakota) |
| 80 | Kris King (C)       | Canada         | Washington Capitals                             | Peterborough Petes (OHL)                    |
| 81 | Bob Halkidis (D)    | Canada         | Buffalo Sabres                                  | London Knights (OHL)                        |
| 82 | Bob Joyce (AS)      | Canada         | Boston Bruins                                   | Notre Dame Hounds (SJHL)                    |
| 83 | Ari Haanpaa (AD)    | Finlandia      | New York Islanders                              | Ilves (SM-liiga)                            |
| 84 | Rich Novak (AD)     | Canada         | Edmonton Oilers                                 | Richmond Sockeyes (BCJHL)                   |

### Quinto giro
| #   | Giocatore            | Nazionalità    | Squadra NHL                         | Squadra di provenienza                      |
| --- | -------------------- | -------------- | ----------------------------------- | ------------------------------------------- |
| 85  | Arto Javanainen (AD) | Finlandia      | Pittsburgh Penguins                 | Porin Ässät (SM-liiga)                      |
| 86  | Jon Morris (C)       | Stati Uniti    | New Jersey Devils                   | Chelmsford High School (USHS-Massachusetts) |
| 87  | David Grannis (AS)   | Stati Uniti    | Los Angeles Kings                   | South St. Paul High School (USHS-Minnesota) |
| 88  | Jack Capuano (D)     | Stati Uniti    | Toronto Maple Leafs                 | Kent School (USHS-Connecticut)              |
| 89  | Jiri Poner (AD)      | Cecoslovacchia | Minnesota North Stars (da Hartford) | EV Landshut (Bundesliga)                    |
| 90  | Timo Lehkonen (P)    | Finlandia      | Chicago Blackhawks                  | Jokerit (SM-liiga)                          |
| 91  | Mats Lundstrom (AS)  | Svezia         | Detroit Red Wings                   | Skellefteå AIK (Elitserien)                 |
| 92  | Scott Paluch (D)     | Stati Uniti    | St. Louis Blues                     | Franklin Park Jets (USHL)                   |
| 93  | Scott Schneider (C)  | Stati Uniti    | Winnipeg Jets                       | Colorado C. Tigers (WCHA)                   |
| 94  | Brett MacDonald (D)  | Canada         | Vancouver Canucks                   | North Bay Centennials (OHL)                 |
| 95  | Gerald Johannson (D) | Canada         | Montreal Canadiens                  | Swift Current Broncos (WHL)                 |
| 96  | Joel Paunio (AS)     | Finlandia      | Calgary Flames                      | HIFK (SM-liiga)                             |
| 97  | Kari Takko (P)       | Finlandia      | Minnesota North Stars               | Porin Ässät (SM-liiga)                      |
| 98  | Clark Donatelli (AS) | Stati Uniti    | New York Rangers                    | Stratford Cullitons (MWJBHL)                |
| 99  | Brent Severyn (D)    | Canada         | Winnipeg Jets (da Quebec)           | Seattle Thunderbirds (WHL)                  |
| 100 | Brian Dobbin (AD)    | Canada         | Philadelphia Flyers                 | London Knights (OHL)                        |
| 101 | Darin Sceviour (AD)  | Canada         | Chicago Blackhawks (da Washington)  | Lethbridge Broncos (WHL)                    |
| 102 | Joey Rampton (AS)    | Canada         | Buffalo Sabres                      | S.S. Marie Greyhounds (OHL)                 |
| 103 | Mike Bishop (P)      | Canada         | Boston Bruins                       | London Knights (OHL)                        |
| 104 | Mike Murray (C)      | Canada         | New York Islanders                  | London Knights (OHL)                        |
| 105 | Richard Lambert (AS) | Canada         | Edmonton Oilers                     | Henry Carr Crusaders (MetJHL)               |

### Sesto giro
| #   | Giocatore            | Nazionalità    | Squadra NHL                     | Squadra di provenienza                            |
| --- | -------------------- | -------------- | ------------------------------- | ------------------------------------------------- |
| 106 | Emanuel Viveiros (D) | Canada         | Edmonton Oilers (da Pittsburgh) | Prince Albert Raiders (WHL)                       |
| 107 | Kirk McLean (P)      | Canada         | New Jersey Devils               | Oshawa Generals (OHL)                             |
| 108 | Greg Strome (P)      | Canada         | Los Angeles Kings               | ND Fighting Hawks (WCHA)                          |
| 109 | Fabian Joseph (C)    | Canada         | Toronto Maple Leafs             | Victoria Cougars (WHL)                            |
| 110 | Mike Millar (AD)     | Canada         | Hartford Whalers                | Brantford Alexanders (OHL)                        |
| 111 | Chris Clifford (P)   | Canada         | Chicago Blackhawks              | Kingston Canadians (OHL)                          |
| 112 | Randy Hansch (P)     | Canada         | Detroit Red Wings               | Victoria Cougars (WHL)                            |
| 113 | Steve Tuttle (AD)    | Canada         | St. Louis Blues                 | Richmond Sockeyes (BCJHL)                         |
| 114 | Gary Lorden (D)      | Stati Uniti    | Winnipeg Jets                   | Bishop Hendricken High School (USHS-Rhode Island) |
| 115 | Jeff Korchinski (D)  | Canada         | Vancouver Canucks               | Clarkson Golden Knights (ECAC)                    |
| 116 | Jim Nesich (AD)      | Stati Uniti    | Montreal Canadiens              | Verdun Juniors (QMJHL)                            |
| 117 | Brett Hull (AD)      | Canada         | Calgary Flames                  | Penticton Vees (BCJHL)                            |
| 118 | Gary McColgan (AS)   | Canada         | Minnesota North Stars           | Oshawa Generals (OHL)                             |
| 119 | Kjell Samuelsson (D) | Svezia         | New York Rangers                | Leksand (Elitserien)                              |
| 120 | Darren Cota (AD)     | Canada         | Quebec Nordiques                | Kelowna Wings (WHL)                               |
| 121 | John Dzikowski (C)   | Canada         | Philadelphia Flyers             | Brandon Wheat Kings (WHL)                         |
| 122 | Vito Cramarossa (AD) | Canada         | Washington Capitals             | Toronto Marlboros (OHL)                           |
| 123 | James Gasseau (D)    | Canada         | Buffalo Sabres                  | D.ville Voltigeurs (QMJHL)                        |
| 124 | Randy Oswald (D)     | Canada         | Boston Bruins                   | Michigan Tech Huskies (WCHA)                      |
| 125 | Jim Wilharm (D)      | Stati Uniti    | New York Islanders              | Minnetonka High School (USHS-Minnesota)           |
| 126 | Ivan Dornic (AS)     | Cecoslovacchia | Edmonton Oilers                 | Dukla Trenčín (Extraliga)                         |

### Settimo giro
| #   | Giocatore             | Nazionalità    | Squadra NHL           | Squadra di provenienza                        |
| --- | --------------------- | -------------- | --------------------- | --------------------------------------------- |
| 127 | Tom Ryan (D)          | Stati Uniti    | Pittsburgh Penguins   | Newton North High School (USHS-Massachusetts) |
| 128 | Ian Ferguson (D)      | Stati Uniti    | New Jersey Devils     | Oshawa Generals (OHL)                         |
| 129 | Timothy Hanley (C)    | Stati Uniti    | Los Angeles Kings     | Deerfield Academy (USHS-Massachusetts)        |
| 130 | Joseph McInnis (C)    | Stati Uniti    | Toronto Maple Leafs   | Watertown High School (USHS-Massachusetts)    |
| 131 | Mike Vellucci (D)     | Stati Uniti    | Hartford Whalers      | Belleville Bulls (OHL)                        |
| 132 | Mike Stapleton (C)    | Canada         | Chicago Blackhawks    | Cornwall Royals (OHL)                         |
| 133 | Stefan Larsson (D)    | Svezia         | Detroit Red Wings     | Västra Frölunda IF (Elitserien)               |
| 134 | Cliff Ronning (C)     | Canada         | St. Louis Blues       | New Westminster Bruins (WHL)                  |
| 135 | Luciano Borsato (C)   | Canada         | Winnipeg Jets         | Bramalea Blues (MetJHL)                       |
| 136 | Blaine Chrest (C)     | Canada         | Vancouver Canucks     | Portland Winterhawks (WHL)                    |
| 137 | Scott MacTavish (D)   | Canada         | Montreal Canadiens    | Fredericton High School (HS-New Brunswich)    |
| 138 | Kevan Melrose (D)     | Canada         | Calgary Flames        | Red Deer Rustlers (AJHL)                      |
| 139 | Vladimir Kyhos (AS)   | Cecoslovacchia | Minnesota North Stars | Litvínov (Extraliga)                          |
| 140 | Thomas Hussey (AS)    | Canada         | New York Rangers      | St. Andrew's College (HS-Ontario)             |
| 141 | Henrik Cedegren (AD)  | Svezia         | Quebec Nordiques      | Brynäs (Elitserien)                           |
| 142 | Tom Allen (D)         | Canada         | Philadelphia Flyers   | Kitchener Rangers (OHL)                       |
| 143 | Timo Iljima (C)       | Finlandia      | Washington Capitals   | Oulun Kärpät (SM-liiga)                       |
| 144 | Darcy Wakaluk (P)     | Canada         | Buffalo Sabres        | Kelowna Wings (WHL)                           |
| 145 | Mark Thietke (C)      | Canada         | Boston Bruins         | Saskatoon Blades (WHL)                        |
| 146 | Kelly Murphy (D)      | Canada         | New York Islanders    | Notre Dame Hounds (SJHL)                      |
| 147 | Heikki Riihijarvi (D) | Finlandia      | Edmonton Oilers       | Espoo Blues (SM-liiga)                        |

### Ottavo giro
| #   | Giocatore            | Nazionalità    | Squadra NHL                     | Squadra di provenienza                    |
| --- | -------------------- | -------------- | ------------------------------- | ----------------------------------------- |
| 148 | Don Porter (AS)      | Canada         | St. Louis Blues (da Pittsburgh) | Michigan Tech Huskies (WCHA)              |
| 149 | Vladimir Kames (C)   | Cecoslovacchia | New Jersey Devils               | Dukla Jihlava (Extraliga)                 |
| 150 | Shannon Deegan (C)   | Canada         | Los Angeles Kings               | Vermont Catamounts (ECAC)                 |
| 151 | Derek Laxdal (AD)    | Canada         | Toronto Maple Leafs             | Brandon Wheat Kings (WHL)                 |
| 152 | Lars Karlsson (AS)   | Svezia         | Detroit Red Wings (da Hartford) | Färjestad (Elitserien)                    |
| 153 | Glenn Greenough (AD) | Canada         | Chicago Blackhawks              | Sudbury Wolves (OHL)                      |
| 154 | Urban Nordin (C)     | Svezia         | Detroit Red Wings               | MODO (Elitserien)                         |
| 155 | Jim Vesey (C)        | Stati Uniti    | St. Louis Blues                 | Columbus High School (USHS-Massachusetts) |
| 156 | Brad Jones (C)       | Stati Uniti    | Winnipeg Jets                   | Michigan Wolverines (CCHA)                |
| 157 | Jim Agnew (D)        | Canada         | Vancouver Canucks               | Brandon Wheat Kings (WHL)                 |
| 158 | Brad McCaughey (AD)  | Stati Uniti    | Montreal Canadiens              | Ann Arbor High School (USHS-Michigan)     |
| 159 | Jiří Hrdina (C)      | Cecoslovacchia | Calgary Flames                  | Sparta Praga (Extraliga)                  |
| 160 | Darin MacInnis (P)   | Stati Uniti    | Minnesota North Stars           | Kent School (USHS-Connecticut)            |
| 161 | Brian Nelson (C)     | Stati Uniti    | New York Rangers                | Willmar High School (USHS-Minnesota)      |
| 162 | Jyrki Mäki (D)       | Finlandia      | Quebec Nordiques                | Simley High School (USHS-Minnesota)       |
| 163 | Luke Vitale (C)      | Canada         | Philadelphia Flyers             | Henry Carr Crusaders (MetJHL)             |
| 164 | Frank Joo (D)        | Canada         | Washington Capitals             | Regina Pats (WHL)                         |
| 165 | Orwar Stambert (D)   | Svezia         | Buffalo Sabres                  | Djurgården (Elitserien)                   |
| 166 | Don Sweeney (D)      | Canada         | Boston Bruins                   | St. Paul's School (USHS-New Hampshire)    |
| 167 | Franco DeSantis (D)  | Canada         | New York Islanders              | Verdun Juniors (QMJHL)                    |
| 168 | Todd Ewen (AD)       | Canada         | Edmonton Oilers                 | New Westminster Bruins (WHL)              |

### Nono giro
| #   | Giocatore           | Nazionalità | Squadra NHL | Squadra di provenienza |
| --- | ------------------- | --- | --- | --- |
| 169 | John Del Col (AS)   | Canada | Pittsburgh Penguins | Toronto Marlboros (OHL) |
| 170 | Mike Roth (D)       | Stati Uniti | New Jersey Devils | Hill-Murray High School (USHS-Minnesota) |
| 171 | Luc Robitaille (AS) | Canada | Los Angeles Kings | Hull Olympiques (QMJHL) |
| 172 | Dan Turner (AS)     | Canada | Toronto Maple Leafs | Medicine Hat Tigers (WHL) |
| 173 | John Devereaux (C)  | Stati Uniti | Hartford Whalers | Scituate High School (USHS-Massachusetts) |
| 174 | Ralph Di Fiore (D)  | Canada | Chicago Blackhawks | Shawinigan Cataractes (QMJHL) |
| 175 | Bill Shibicky (C)   | Canada | Detroit Red Wings | Michigan St. Spartans (CCHA) |
| 176 | Daniel Jomphe (AS)  | Canada | St. Louis Blues | Granby Bisons (QMJHL) |
| 177 | Gord Whitaker (AD)  | Canada | Winnipeg Jets | Colorado C. Tigers (WCHA) |
| 178 | Rex Grant (P)       | Canada | Vancouver Canucks | Kamloops Blazers (WHL) |
| 179 | Eric Demers (AS)    | Canada | Montreal Canadiens | Shawinigan Cataractes (QMJHL) |
| 180 | Gary Suter (D)      | Stati Uniti | Calgary Flames | Wisconsin Badgers (WCHA) |
| 181 | Duane Wahlin (AD)   | Stati Uniti | Minnesota North Stars | Johnson High School (USHS-Minnesota) |
| 182 | Ville Kentala (AS)  | Finlandia | New York Rangers | HIFK (SM-liiga) |
| 183 | Guy Ouellette (C)   | Canada | Quebec Nordiques | Québec Remparts (QMJHL) |
| 184 | Billy Powers (C)    | Stati Uniti | Philadelphia Flyers | Matignon High School (USHS-Massachusetts) |
| 185 | Jim Thomson (AD)    | Canada | Washington Capitals | Toronto Marlboros (OHL) |
| 186 | Scelta non valida   | I Buffalo Sabres fecero il nome di Eric Weinrich, tuttavia essendo nato dopo il termine massimo del 15 settembre 1966 non era eleggibile per il Draft 1984. | I Buffalo Sabres fecero il nome di Eric Weinrich, tuttavia essendo nato dopo il termine massimo del 15 settembre 1966 non era eleggibile per il Draft 1984. | I Buffalo Sabres fecero il nome di Eric Weinrich, tuttavia essendo nato dopo il termine massimo del 15 settembre 1966 non era eleggibile per il Draft 1984. |
| 186 | Kevin Heffernan (C) | Stati Uniti | Boston Bruins | Weymouth High School (USHS-Massachusetts) |
| 187 | Tom Warden (D)      | Canada | New York Islanders | North Bay Centennials (OHL) |
| 188 | Heinz Ehlers (C)    | Danimarca | New York Rangers (da Edmonton) | Leksand (Elitserien) |

### Decimo giro
| #   | Giocatore           | Nazionalità    | Squadra NHL           | Squadra di provenienza                           |
| --- | ------------------- | -------------- | --------------------- | ------------------------------------------------ |
| 189 | Steve Hurt (AD)     | Stati Uniti    | Pittsburgh Penguins   | Hill-Murray High School (USHS-Minnesota)         |
| 190 | Mike Peluso (D)     | Stati Uniti    | New Jersey Devils     | Greenway High School (USHS-Minnesota)            |
| 191 | Jeff Crossman (C)   | Canada         | Los Angeles Kings     | W. Michigan Broncos (CCHA)                       |
| 192 | David Buckley (D)   | Stati Uniti    | Toronto Maple Leafs   | Trinity-Pawling School (USHS-New York)           |
| 193 | Brent Regan (AS)    | Canada         | Hartford Whalers      | St. Albert Saints (AJHL)                         |
| 194 | Joakim Persson (AS) | Svezia         | Chicago Blackhawks    | Brynäs (Elitserien)                              |
| 195 | Jay Rose (D)        | Stati Uniti    | Detroit Red Wings     | New Preparatory School (USHS-Massachusetts)      |
| 196 | Tom Tilley (D)      | Canada         | St. Louis Blues       | Orillia Travelways (OPJHL)                       |
| 197 | Rick Forest (AS)    | Canada         | Winnipeg Jets         | Melville Millionaires (SJHL) (SJHL)              |
| 198 | Ed Lowney (AD)      | Stati Uniti    | Vancouver Canucks     | Boston U. Terriers (ECAC)                        |
| 199 | Ron Annear (D)      | Canada         | Montreal Canadiens    | American International College (Atlantic Hockey) |
| 200 | Petr Rucka (C)      | Cecoslovacchia | Calgary Flames        | Sparta Praga (Extraliga)                         |
| 201 | Michael Orn (C)     | Stati Uniti    | Minnesota North Stars | Stillwater High School (USHS-Minnesota)          |
| 202 | Kevin Miller (C)    | Stati Uniti    | New York Rangers      | Redford Royals (NAHL)                            |
| 203 | Ken Quinney (AD)    | Canada         | Quebec Nordiques      | Calgary Wranglers (WHL)                          |
| 204 | Daryn Fersovich (C) | Canada         | Philadelphia Flyers   | St. Albert Saints (AJHL)                         |
| 205 | Paul Cavallini (D)  | Canada         | Washington Capitals   | Henry Carr Crusaders (MetJHL)                    |
| 206 | Brian McKinnon (C)  | Canada         | Buffalo Sabres        | Ottawa 67's (OHL)                                |
| 207 | J. D. Urbanic (AS)  | Canada         | Boston Bruins         | Windsor Spitfires (OHL)                          |
| 208 | David Volek (AD)    | Cecoslovacchia | New York Islanders    | Slavia Praga (Extraliga)                         |
| 209 | Joel Curtis (AS)    | Canada         | Edmonton Oilers       | Oshawa Generals (OHL)                            |

### Undicesimo giro
| #   | Giocatore              | Nazionalità | Squadra NHL | Squadra di provenienza |
| --- | ---------------------- | --- | --- | --- |
| 210 | Jim Steen (C)          | Stati Uniti | Pittsburgh Penguins | Moorhead High School (USHS-Minnesota) |
| 211 | Jarkko Piiparinen (AS) | Finlandia | New Jersey Devils | Pelicans (SM-liiga) |
| 212 | Paul Kenny (P)         | Canada | Los Angeles Kings | Cornwall Royals (OHL) |
| 213 | Mike Wurst (AS)        | Canada | Toronto Maple Leafs | Ohio State Buckeyes (CCHA) |
| 214 | Jim Culhane (D)        | Canada | Hartford Whalers | W. Michigan Broncos (CCHA) |
| 215 | Bill Brown (C)         | Stati Uniti | Chicago Blackhawks | Simley High School (USHS-Minnesota) |
| 216 | Tim Kaiser (AD)        | Canada | Detroit Red Wings | Guelph Platers (OHL) |
| 217 | Mark Cupolo (AS)       | Canada | St. Louis Blues | Guelph Platers (OHL) |
| 218 | Mike Warus (AD)        | Canada | Winnipeg Jets | Lake Superior S. Lakers (CCHA) |
| 219 | Doug Clarke (D)        | Canada | Vancouver Canucks | Colorado C. Tigers (WCHA) |
| 220 | Dave Tanner (D)        | Canada | Montreal Canadiens | Notre Dame Hounds (SJHL) |
| 221 | Stefan Jonsson (D)     | Svezia | Calgary Flames | Södertälje SK (Elitserien) |
| 222 | Tom Terwilliger (D)    | Stati Uniti | Minnesota North Stars | Edina High School (USHS-Minnesota) |
| 223 | Tom Lorentz (C)        | Stati Uniti | New York Rangers | Brady High School (USHS-Minnesota) |
| 224 | David Mackey (AS)      | Canada | Chicago Blackhawks (da Quebec) | Victoria Cougars (WHL) |
| 225 | Scelta non valida      | I Philadelphia Flyers scelsero Petr Rucka, tuttavia era già stato chiamato da Calgary alla posizione 200, rendendo così non valida la chiamata. | I Philadelphia Flyers scelsero Petr Rucka, tuttavia era già stato chiamato da Calgary alla posizione 200, rendendo così non valida la chiamata. | I Philadelphia Flyers scelsero Petr Rucka, tuttavia era già stato chiamato da Calgary alla posizione 200, rendendo così non valida la chiamata. |
| 225 | Michail Tatarinov (D)  | Unione Sovietica | Washington Capitals | Sokol Kiev (URSS) |
| 226 | Grant Delcourt (AD)    | Canada | Buffalo Sabres | Kelowna Wings (WHL) |
| 227 | Bill Kopecky (C)       | Stati Uniti | Boston Bruins | Austin Preparatory School (USHS-Massachusetts)                                                                                                  |
| 228 | Russ Becker (D)        | Stati Uniti | New York Islanders | Virginia High School (USHS-Minnesota) |
| 229 | Simon Wheeldon (C)     | Canada | Edmonton Oilers | Victoria Cougars (WHL) |

### Dodicesimo giro
| #   | Giocatore            | Nazionalità    | Squadra NHL           | Squadra di provenienza                    |
| --- | -------------------- | -------------- | --------------------- | ----------------------------------------- |
| 230 | Mark Ziliotto (C)    | Canada         | Pittsburgh Penguins   | Streetsville Derbys (CJBHL)               |
| 231 | Chris Kiene (D)      | Stati Uniti    | New Jersey Devils     | Springfield Olympics (NEJHL)              |
| 232 | Brian Martin (AS)    | Canada         | Los Angeles Kings     | Belleville Bulls (OHL)                    |
| 233 | Peter Slanina (D)    | Cecoslovacchia | Toronto Maple Leafs   | Košice (Extraliga)                        |
| 234 | Peter Abric (P)      | Canada         | Hartford Whalers      | North Bay Centennials (OHL)               |
| 235 | Dan Williams (D)     | Stati Uniti    | Chicago Blackhawks    | Oak Park High School (USHS-Illinois)      |
| 236 | Tom Nickolau (C)     | Canada         | Detroit Red Wings     | Guelph Platers (OHL)                      |
| 237 | Mark Lanigan (D)     | Stati Uniti    | St. Louis Blues       | Waterloo Black Hawks (USHL)               |
| 238 | Jim Edwards (P)      | Canada         | Winnipeg Jets         | Cornell Big Red (ECAC)                    |
| 239 | Ed Kister (D)        | Canada         | Vancouver Canucks     | London Knights (OHL)                      |
| 240 | Troy Crosby (P)      | Canada         | Montreal Canadiens    | Verdun Juniors (QMJHL)                    |
| 241 | Rudolf Suchanek (D)  | Cecoslovacchia | Calgary Flames        | České Budějovice (Extraliga)              |
| 242 | Mike Nightengale (D) | Stati Uniti    | Minnesota North Stars | Simley High School (USHS-Minnesota)       |
| 243 | Scott Brower (P)     | Canada         | New York Rangers      | Lloydminster Bobcats (AJHL)               |
| 244 | Peter Loob (D)       | Svezia         | Quebec Nordiques      | Södertälje SK (Elitserien)                |
| 245 | Juraj Bakos (D)      | Cecoslovacchia | Philadelphia Flyers   | Košice (Extraliga)                        |
| 246 | Per Schedrin (D)     | Svezia         | Washington Capitals   | Brynäs (Elitserien)                       |
| 247 | Sean Baker (AS)      | Stati Uniti    | Buffalo Sabres        | Seattle Thunderbirds (WHL)                |
| 248 | Jim Newhouse (AS)    | Stati Uniti    | Boston Bruins         | Matignon High School (USHS-Massachusetts) |
| 249 | Allister Brown (D)   | Canada         | New York Islanders    | N. Hampshire Wildcats (ECAC)              |
| 250 | Darren Gani (D)      | Canada         | Edmonton Oilers       | Belleville Bulls (OHL)                    |

## Selezioni classificate per nazionalità
| Pos. | Paese            | Selezioni |
|      | Nord America     | 211       |
| ---- | ---------------- | --------- |
| 1    | Canada           | 149       |
| 2    | Stati Uniti      | 62        |
|      | Europa           | 39        |
| 3    | Cecoslovacchia   | 14        |
| 4    | Svezia           | 13        |
| 5    | Finlandia        | 10        |
| 6    | Danimarca        | 1         |
| 6    | Unione Sovietica | 1         |